# Поема-подія
Пое́ма-поді́я — ліричний жанр, який створив французький поет Гійом Аполлінер, новаторство поета. Аполлінерівська поетична реформа була спрямована на ствердження засад нового мистецтва. Сам поет визначав його як «новий реалізм», «натуралізм вищого типу», «надреалізм». Він прагнув наситити лірику «прозою життя». В історію літератури Гійом Аполлінер увійшов як знакова постать світового авангардизму..

## Характеристика
У «поемі-події» кожна прикмета життя постає як подія, що має велике значення і для ліричного героя, і для всього світу. У такого типу творах відсутні неважливі речі. Для поета важливо все — і рух автомобілів на вулицях, і падіння осіннього листка, і думка, і схід сонця. У «поемі-події» поєднуються епос і лірика.
«Поемами-подіями» Гійома Аполлінера стали «Зона», «Пісня нелюбого», «Лист-океан» та ін. Головним предметом зображення у них є не якийсь один епізод чи ліричне переживання, а сама стихія життя. Зображення об'єктивного світу подано через суб'єктивне сприйняття ліричного героя, це своєрідна хроніка часу Аполлінера, а сам автор постає у ролі літописця своєї доби.

## Основні ознаки
- хронікальність;
- зображення розмаїття життя;
- утвердження значущості кожної миті, кожного вияву життя;
- поєднання епічного та ліричного, об'єктивного та суб'єктивного;
- епохальність (твір — вираження духу епохи);
- розмовний стиль.[1].

| Жан Кокто писав: «Події в «поемах-подіях» — це сама їх поява. Вони не зобов'язані своєю удачею ніяким зовнішнім обставинам. Вони не коментують подій. Вони самі - події, що вимагають коментаря. Так само, як історичні діяння або великі царювання. Народившись, вони обривають пуповину й всі зв'язки, що з'єднують їх з поетом - батьком й матір'ю в одній особі. Вони обертаються навколо нього. Виходять на власну орбіту. Хто розуміє поезію, впізнає їх з першого погляду ... Поема-подія бентежить й притягує сонм наслідувачів. Вона водить їх за ніса, вона як була, так й залишається єдиною в своєму роді, навіть якщо на неї злітаються мухи. Вона не підвладна псуванню. Жодна літературна мода ні на йоту не зменшить в ній ні величі, ні блиску. Такі твори не мають нічого спільного з віршами, які написані з приводу якої-небудь злободенної події, що забезпечує їм блискавичний успіх й обдурює простаків.». - Аполлинер Гийом «Собрание сочинений в 3 томах» Том 3 - Несобранные рассказы. О художниках и писателях. Литературные портреты и зарисовки, М., Книговек, 2011 г. - Кокто Жан «От романтиков до сюрреалистов», М."Время",1934.-135 ст. - О. М. Ніколенко, Ю. В. Бардакова Гійом Аполлінер Райнер Марія Рільке Х."Ранок",2003.- 266 ст. - Стихи// Лившиц Б. От романтиков до сюрреалистов. Л.: Время, 1934, с.112-123. 1. 2. 3. |